# Defender (Lied)
Defender ist ein Lied der US-amerikanischen True-Metal-Band Manowar, das in mehreren Versionen veröffentlicht wurde. Es gilt als einer der Klassiker der Band, nach dem sich auch die 1984 gegründete, niederländische Band Defender benannte.

## Entstehung
Defender wurde vom Manowar-Bassisten Joey DeMaio geschrieben. Für die gesprochenen Passagen wollte die Band den Schauspieler Orson Welles gewinnen, den sie als „ultimative Sprecherstimme“ ansah. Laut DeMaio hatte die Band damals Probleme, ihre Musik zu veröffentlichen und eine Plattenfirma zu finden; Welles habe die Musiker als Außenseiter, wie er selbst einer gewesen sei, bezeichnet. Vermutlich habe er die Schwierigkeiten der Band erkannt und ihr daher ausgeholfen. Welles habe die Musik gehört und den Text gemocht und der Band ausschließlich aus künstlerischen Gründen geholfen, die Band hätte ihn nicht bezahlen können. Im Gegensatz zum Lied Dark Avenger, bei dem Welles ebenfalls zu hören ist, erschien Defender nicht auf dem 1982 veröffentlichten Debüt Battle Hymns, sondern wurde 1983 als Single mit der B-Seite Gloves of Metal veröffentlicht; DeMaio begründete diese Entscheidung damit, dass das Lied anders als die auf dem Album sei und es durch die Veröffentlichung als Single etwas Besonderes sein sollte. Gegenüber der tageszeitung erwähnte DeMaio, dass ursprünglich geplant war, die Textpassage vom Schauspieler Christopher Lee sprechen zu lassen. Eine neue Version, ebenfalls mit den von Welles gesprochenen Passagen, erschien 1987 und damit nach Welles’ Tod auf Manowars fünftem Album Fighting the World.
1994 wurde Defender in einer komplett neu abgemischten Version über Geffen Records mit der B-Seite Hatred (ebenfalls neu abgemischt) erstmals auf CD veröffentlicht. Die Originalversion des Mixes von 1983 ist bis zum heutigen Tag nur auf dem Vinyl von 1983 erhältlich.

## Text
Der von Orson Welles gesprochene Teil des Textes ist der Inhalt eines Briefes eines Vaters an seinen Sohn, dem er nie begegnet ist. Er teilt diesem mit, dass es sein Auftrag sei, Verteidiger der zu ihm aufblickenden Hilflosen zu sein, und dass er selbst aus demselben Grund habe gehen müssen und seinen Sohn nicht aufwachsen sehen konnte.
Im zweiten Teil antwortet der Sohn, dessen Passagen von Adams gesungen werden, dass er zu seinem Vater aufblicke und dieser Brief seine Suche beende. Er kündigt an, den auf ihn übertragenen Traum seines Vaters zu leben.

## Musik
Defender beginnt mit den Klängen einer akustischen Gitarre, zu denen Orson Welles den Teil des Vaters spricht; Philipp von dem Knesebeck von Powermetal.de beschreibt das Lied als „ein Hörspiel mit Hintergrundmusik“. Nach etwa drei beziehungsweise in der Albumversion etwa zweieinhalb Minuten antwortet Eric Adams, der den Teil des Sohnes übernimmt, „in normalem MANOWAR-Kreischgesang“. In dem Teil, in dem der Sohn Zauberer um ihre Unterstützung bittet, sind im Hintergrund abgestoppte Gitarren zu hören, die in der Albumversion deutlicher hervortreten als beim Original. Nach der Strophe und einem Solo wird der Refrain von Welles und Adams im Duett gesprochen beziehungsweise gesungen, dies in der Originalversion zweimal und auf dem Album bis zum Ende des abklingenden Lieds.